# 불신임 결의

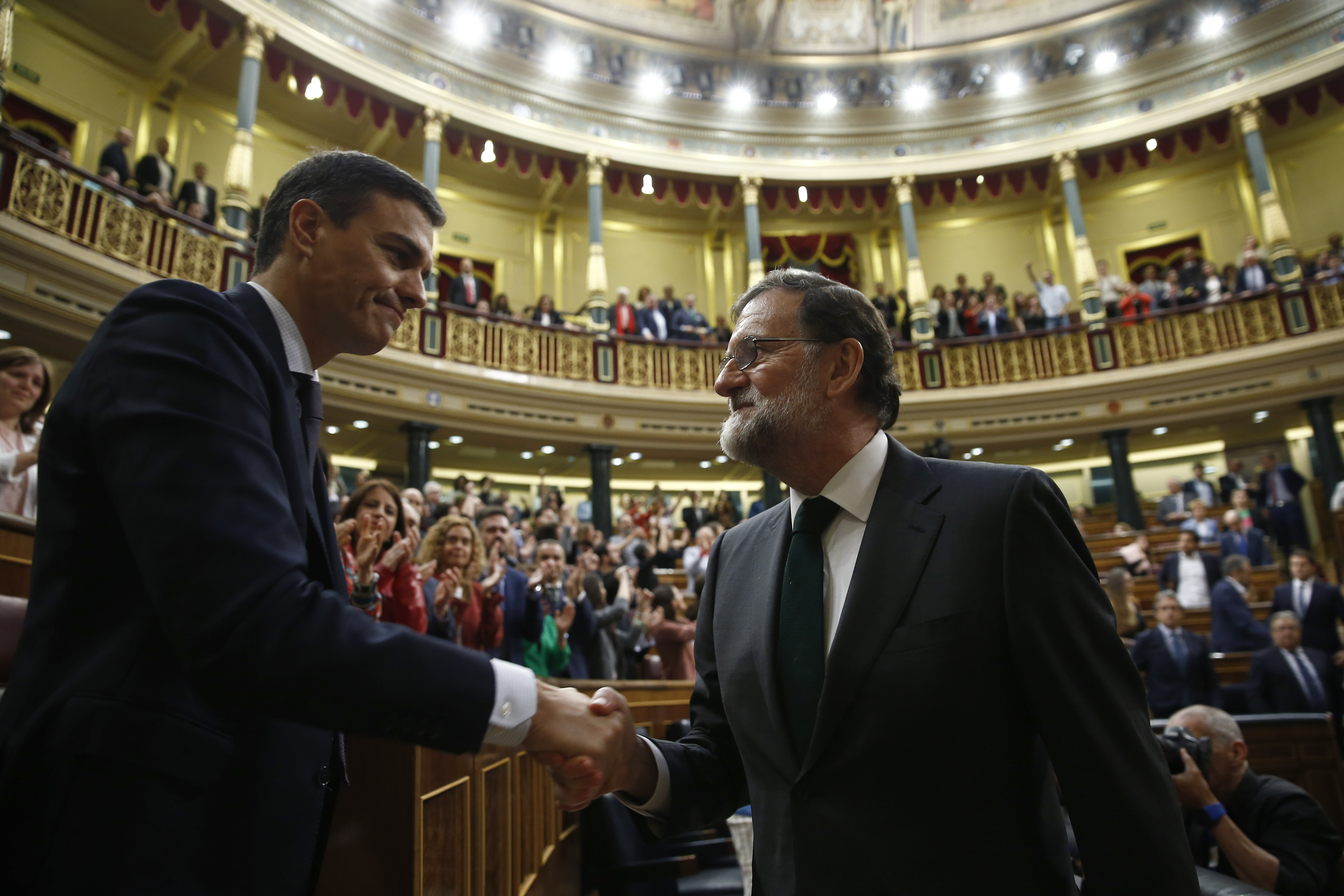
2018년 6월 1일 스페인 의회에서 불신임 투표에서 퇴임하는 마리아노 라호이 전 총리(오른쪽)와 페드로 산체스 총리(왼쪽)가 악수하고 있다.

불신임 결의(不信任決議, 영어: Motion of no confidence)는 의원내각제의 정치 체제에서 의회가 내부 투표로 내각을 신임하지 않는다는 것을 표시하는 제도이다. 일부 국가에서는 내각을 구성하는 장관 개개인에 대해서 불신임 결의가 가능한 경우도 있다. 불신임 결의가 통과되면 내각은 정해진 시일 내에 의회를 해산하거나 스스로 총사직해야 한다.
독일, 스페인 등에서는 후임 총리 후보자에 대한 과반수의 지지가 있어야만 현 총리를 불신임할 수 있는 건설적 불신임 제도를 채택하고 있다.

## 같이 보기
- 탄핵
- 건설적 불신임